# NGC 2368
NGC 2368 (również OCL 571) – grupa gwiazd znajdująca się w gwiazdozbiorze Jednorożca. Odkrył ją John Herschel 9 marca 1828 roku. Większość źródeł podaje, że jest to gromada otwarta, jednak badania fotometryczne gwiazd tego zgrupowania, których wyniki opublikowano w 2011 roku dowodzą, że gwiazdy te nie tworzą gromady otwartej.